# Biobús
Biobús es un servicio de autobuses que operan en el Gran Concepción, Chile. Fue diseñada para optimizar el uso del Biotrén y permitir cubrir zonas alejadas de la línea férrea, mediante la combinación con buses en las tres Estaciones de Intercambio Modal (EIM): Estación El Arenal, Estación Concepción y Estación Chiguayante. Sin embargo, solo se llegó a implementar un servicio en la estación penquista, el cual opera hasta la actualidad.
Es administrada por la empresa Servicio de Transporte Intermodal S.A., y se distingue de los demás servicios del Gran Concepción por mantener el color naranja del plan Biovias, a través del cual se creó. Desde el 1 de marzo de 2024, se rige normativamente por el Perímetro de Exclusión del Gran Concepción, que es parte del Transporte Público Metropolitano de Concepción. Su unidad de negocio en el Perímetro es la identificada como UNB0.

## Historia
Dentro del Sistema de Transporte Integrado de Gran Concepción (Biovías) se planificó combinar los servicios del Biotrén con los de buses de acercamiento. De esta forma se constituyó la empresa Servicio de Transporte Intermodal S.A., administradora los servicios del Biobús.
Se eligió a la empresa Metalpar como proveedora de los autobuses modelo Tronador con motor Mercedes Benz, que cuentan con piso bajo, tres puertas y espacio especialmente destinado para sillas de ruedas, entre otras características. Cada uno avaluado en $60 millones.
Las primeras máquinas llegaron a Concepción en noviembre de 2005 pero diferencias entre la Empresa de los Ferrocarriles del Estado y el operador del Biobús sobre las tarifas para el público, impedían iniciar el servicio.
Una vez definido el valor de las tarifas, se pretendía iniciar la puesta en marcha en marzo de 2006, pero la siguiente traba fue la aprobación de la Seremi de Transportes de la Región del Biobío, quien debía otorgar el permiso para su funcionamiento.
Cuando todo estaba en regla, se fijó el estreno de los biobuses para el 19 de mayo del mismo año. Originalmente uno de los recorridos llegaría hasta el Aeropuerto Carriel Sur, pero la negativa de los administradores del terminal aéreo significó la exclusión del aeropuerto como destino y que el inicio fuera aplazado.
Finalmente Biobús entró en operación el 26 de mayo de 2006 a través de los servicios B01 y B02 desde la EIM Concepción. Quedó pendiente la implementación de los recorridos desde EIM El Arenal y EIM Chiguayante, pero no entraron en operación. Al tiempo de comenzar, se suprime el servicio B01, quedando solo el servicio B02.
Desde principios de la década del 2010, el servicio B02 se extendió hasta el sector Brisas del Sol (Talcahuano), siendo el único servicio de transporte público que ingresa a dicho sector.
El 2017 se implementó un "servicio exprés", con solo dos paraderos: EIM Concepción, y Tucapel entre O'higgins y Barros Arana, frente a la Plaza René Schneider y el Palacio de Tribunales. Este servicio se suspendió indefinidamente en 2020.
En mayo de 2019 se anunció la implementación de dos recorridos Red Concepción de Movilidad, cuyos trazados son idénticos a los B01 y B02 del Biobús. Finalmente, en mayo de 2023, el Ministerio de Transportes y Telecomunicaciones, junto a EFE Sur, confirmaron que el servicio B02 será reemplazado por el servicio 01 de RED Concepción, anunciando así el fin del servicio Biobus para cuando se implementen dichos servicios.
Desde su creación el 2006 y hasta el 29 de febrero de 2024, el servicio Biobús era parte de la regulación de los buses licitados del Gran Concepción. El 1 de marzo de 2024, el servicio fue incorporado al Perímetro de Exclusión del Gran Concepción a través de la adjudicación de la unidad de negocio UNB0 por parte de Servicio de Transporte Intermodal S.A., por lo que se rige por dicha regulación desde entonces.  Dentro de esta regulación, se exige a la empresa con dos servicios: el servicio B01 que no coincide con el original hacia la Universidad del Biobío, sino que corresponde al servicio express implementado en 2017 hasta Plaza Rene Schneider; y el servicio B02 que corresponde al recorrido tradicional del Biobús hacia el Aeropuerto Carrier Sur y el sector Brisas del Sol.

## Detalle de los recorridos

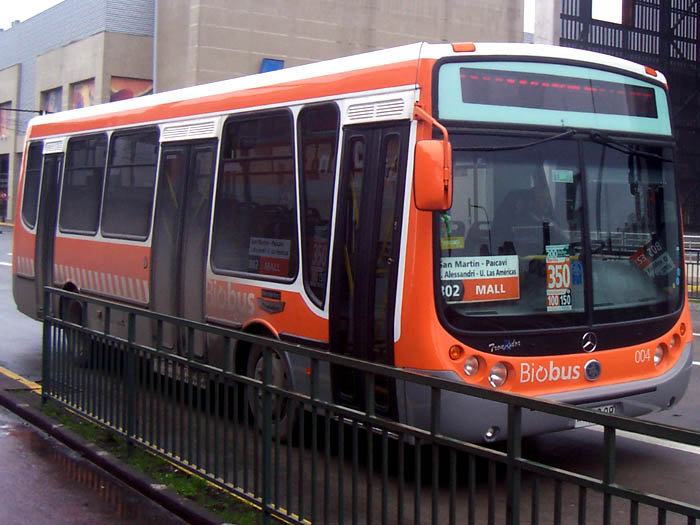
Primeras máquinas del servicio Biobús, 2006

El único servicio vigente del Biobús es el que originalmente se le denominó "B02", que es el siguiente:
- (Ida): EIM Concepción, Av. Padre Alberto Hurtado, José de San Martín, Av. Paicaví, UCSC - DuocUC, Av. Jorge Alessandri, Universidad de las Américas (Campus El Boldal), Mall Plaza del Trebol, Brisas del Sol.
- (Regreso): Brisas del Sol, Autopista Concepción-Talcahuano, Mall Plaza Trebol, Av. Paicaví, Av. Libertador Bernardo O'Higgins, Av. Padre Alberto Hurtado, EIM Concepción.

### Recorridos anteriores
- (Ida): EIM Concepción, Av.Padre Alberto Hurtado, Maipú, Plaza Acevedo, General Novoa, Los Lirios, Universidad del Biobío (UBB).
- (Regreso): Av. Ignacio Collao, Irarrázabal, Ramón Freire, Av. Padre Alberto Hurtado, EIM Concepción.
- Servicio Exprés (2017-2020): EIM Concepción, San Martin, Tucapel, Plaza Tribunales (única parada), Freire, EIM Concepción.

### Recorridos no implementados
Existieron tres servicios que, no obstante haber originalmente estado planificados, no lograron implementarse:
- En la comuna de Talcahuano:
  - B10: Cerro Las Antenas - EIM El Arenal.
  - B11: Lobos Viejos - EIM El Arenal - Coliseo La Tortuga.

- En la comuna de Chiguayante:
  - B20: Leonera - Avenida Manuel Rodríguez - EIM Chiguayante